# Hans Watzek
Hanz Watzek, nato Hans (Johann) Josef Watzek (Bílina, 20 dicembre 1848 – Vienna, 12 maggio 1903), è stato un fotografo austriaco.

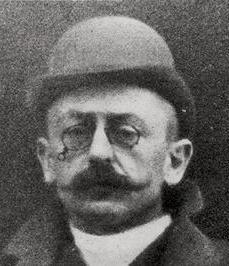
Hans Watzek nel 1899 (foto di Ludwig David 1847-1916)

“[Hans Watzek] scrive in una lettera: 'Le fotografie artistiche sono opere d'arte da prendere sul serio. Per lo spettatore il modo in cui viene prodotta un'opera d'arte è di secondaria importanza, ma per noi non lo è. Nel caso più favorevole, le nostre immagini sono da equiparare a disegni artistici a mano. I nostri anni di intenso impegno sembrano quasi finalizzati a un esperimento che dimostri che una realizzazione artistica è possibile in modo molto complicato con mezzi 'meccanici'.”
Fu un fotografo pittorialista e paesaggista che ha contribuito al riconoscimento della fotografia come mezzo di espressione artistica.

## Biografia
Figlio di genitori tedeschi, aveva frequentato l'accademia d'arte di Lipsia e di Monaco dal 1865 al 1868. Successivamente lavorò come insegnante di disegno in Boemia. Dopo il 1875 si trasferì a Vienna dove insegnò disegno a mano libera, divenendo peraltro presidente ell'Associazione degli Insegnanti di Disegno dal 1888 al 1893, pubblicando articoli sul loro giornale.

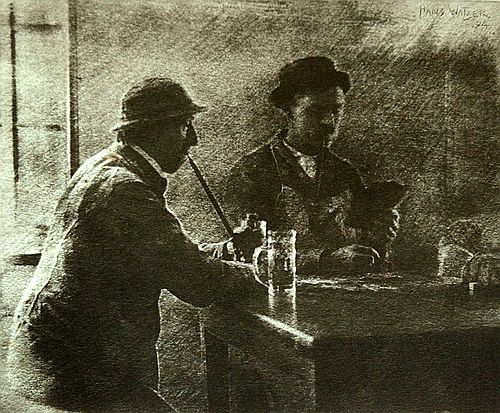
La pavoncella (tra il 1894 e il 1900)

Nel frattempo, scoprì la fotografia e fece i suoi primi esperimenti attraverso la stenoscopia, autocostruendosi la fotocamera. Nel 1893 entrò a far parte, fino alla morte, del Vienna Camera Club dove incontrò Hugo Henneberg e Heinrich Kühn con cui strinse amicizia, lavorando molto intensamente e fondando il "Wiener Kleeblatt" o "Trifolium" per via del trifoglio che compariva sulle loro fotografie come firma.
A partire dal 1896, i tre sperimentarono una ricerca di una gamma più ampia di valori tonali nelle stampe in gomma multistrato.  Il gruppo fu il primo in Germania ad esporre nel 1897 fotografie stampate alla gomma bicromata. Si trattava di un procedimento che prevedeva l'uso di una miscela di gomma arabica, pigmento e materiale sensibile. Il foglio su cui imprimere la fotografia era in genere quello che si usava per acquerello, veniva esposto a contatto col negativo ai raggi del sole e ai vapori di mercurio. Il fatto che si potesse intervenire nei vari momenti del processo, ogni immagine rappresentava una copia unica praticamente non riproducibile.

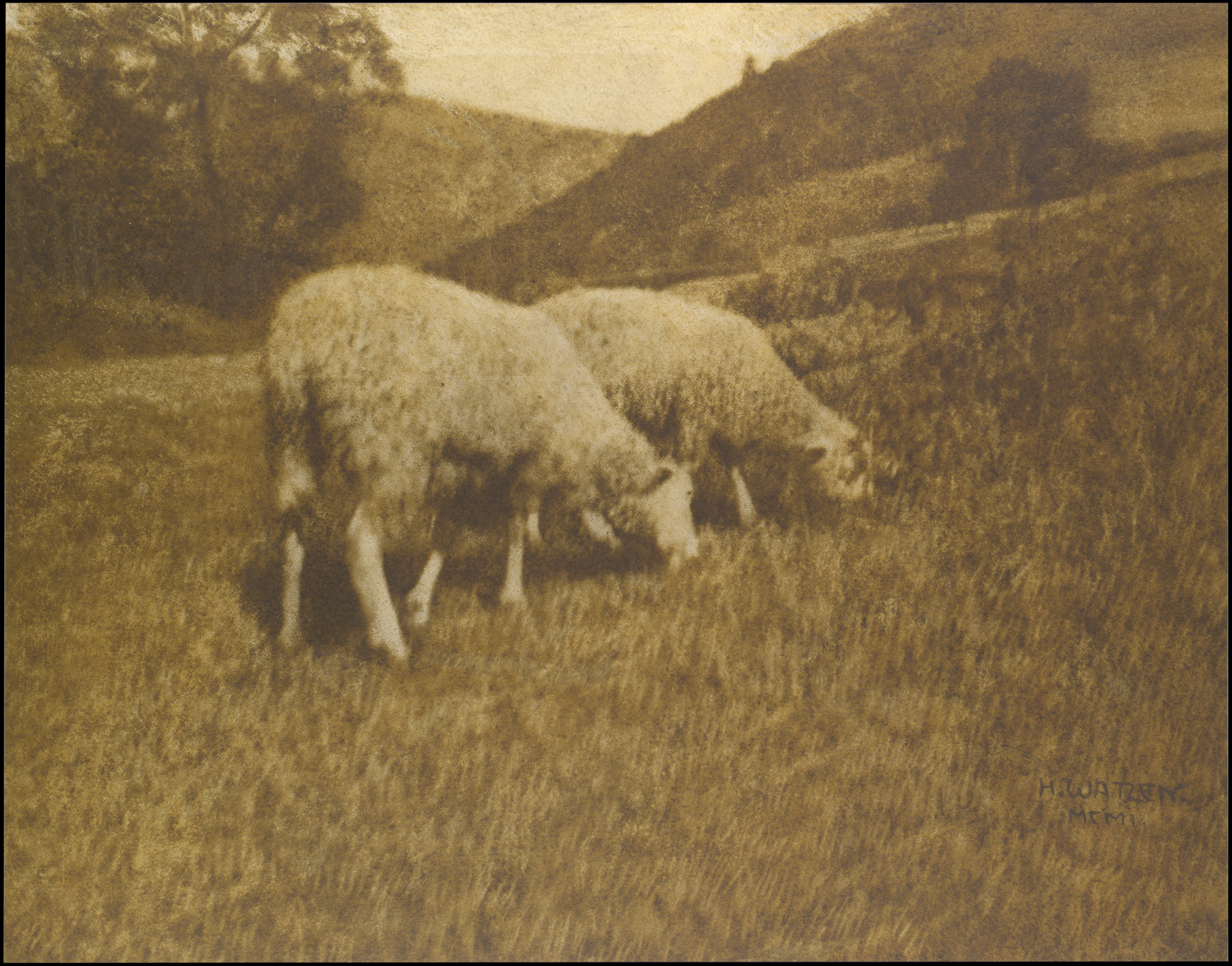
Pecore (1901)

Il sodalizio era tale che andavano spesso a cercare i luoghi da fotografare insieme attraverso veri e propri viaggi di studio: Lago di Garda, Lago di Costanza, il Tirolo, il Mare del Nord. Ma la fotografia all'epoca era una attività molto dispendiosa in termini finanziari ed egli, anche a differenza dei suoi stessi amici, disponeva di risorse molto più limitate. Per questi motivi Watzek usava materiali poveri, si autocostruiva le sue fotocamere di cartone, utilizzava carta al bromuro d'argento come negativa, meno costosa delle altre.

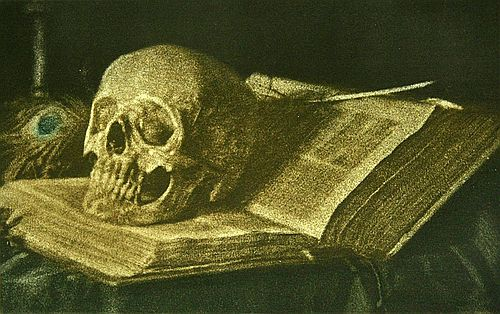
Natura morta (tra il 1894 e il 1900)

Alla sua morte, avvenuta prematuramente nel 1903 a causa di una malattia vascolare cronica, come ricorda l'amico Heinrich Kühn nelle sue memorie, lasciò solo 65 fotografie in dodici anni di ricerca fotografica, la maggior parte delle quali sono da considerarsi uniche. Con la sua morte il gruppo si sciolse e Hugo Henneberg non si occupò più di fotografia.
Nella rivista fotografica Camera Work, diretta da Alfred Stieglitz, nel numero di gennaio 1906 furono pubblicate cinque immagini di Watzek, compresa "Pecore".
Le opere di Hans Watzek sono conservate nei musei
- Kunstbibliothek Berlino
- Kupferstich-Kabinett, Dresda
- Museum Folkwang, Essen
- Museum für Kunst und Gewerbe, Amburgo
- Stieglitz Collection al Metropolitan Museum of Art, New York